# Herb gminy Białogard
Herb gminy Białogard – jeden z symboli gminy Białogard, ustanowiony 9 października 2002.

## Wygląd i symbolika
Herb przedstawia na tarczy w polu błękitnym złoty dąb o dwóch konarach, przedstawionym na kształt litery Y. Na każdym konarze rosną dwa żołędzie i sześć liści. Z prawej strony (heraldycznie) pnia dębu dwie skrzyżowane (na kształt litery X) srebrne (białe) ryby ze złotymi (żółtymi) płetwami i ogonami. Z lewej strony pnia trzy złote kłosy ułożone w wachlarz, z dwoma srebrnymi źdźbłami po prawej i dwoma po lewej stronie. U góry na drzewie, pomiędzy konarami, stoi czerwony gryf skierowany w prawo.